# Niccolò Campriani
Niccolò Campriani (né le 6 novembre 1987 à Florence) est un tireur italien. Il est spécialisé dans le tir à la carabine 10 mètres et 50 mètres.

## Biographie
Niccolò Campriani obtient sa première médaille européenne chez les juniors à Göteborg en 2003, à l'âge de 16 ans seulement. Après une carrière honorable chez les juniors, il décroche sa place pour les Jeux olympiques de Pékin en 2008, il obtiendra une 12e place à 10 m avec 594. En 2009, il change de dimension en gagnant les championnats d'Europe 10 m avec l'excellent score de 599, en terminant par un 9. Vainqueur de trois coupes du Monde dont une au 60 balles couché, discipline qui n'est absolument pas sa spécialité, son titre majeur reste le titre de Champion du Monde 10 m qu'il a obtenu à Munich en 2010, encore une fois avec le score de 599. À l'été 2011, il s'offre le doublé lors des Universiade de Shenzen avec une victoire à 10 m (599) et une victoire au 3x40 (1175). Il a également été membre de l'équipe universitaire américaine des Kentucky Wild Cats pendant 2 saisons.

## Palmarès

### Jeux olympiques
- Champion olympique au tir à la carabine à 50 m 3 positions (Rio, 2016)
- Champion olympique au tir à la carabine à air comprimé à 10 m (Rio, 2016)
- Champion olympique au tir à la carabine à 50 m 3 positions (Londres, 2012)
- Vice-champion olympique au tir à la carabine à 10 m (Londres, 2012)
- 12e au tir à la carabine 10 m (Pékin, 2008)

### Championnats du monde
- Champion du Monde au tir à la carabine à 10 m (Munich, 2011)
- 3e place au tir à la carabine à 10 m par équipe (Munich, 2011)

### Finales de Coupe du Monde
- 2e place à la carabine 10 m (Munich, 2011)
- 3e place à la carabine 3x40 (Munich, 2011)

### Coupes du monde
- Coupe du monde de tir de l'ISSF 2011
  -  1e place à Sydney, à la carabine 10 m
  -  2e place à Fort Benning à la carabine 10 m
  -  2e place à Fort Benning à la carabine 3x40
- Coupe du monde de tir de l'ISSF 2010
  -  1e place à Belgrade, à la carabine 10 m
  -  1e place à Fort Benning, au 60 balles couché
  -  3e place à Fort Benning, à la carabine 10 m
- Coupe du monde de tir de l'ISSF 2009
  -  2e place à Milan à la carabine 3x40

### Championnats d'Europe
- Champion d'Europe à la carabine 10 m (Prague, 2009)
- 2e place aux championnats d'Europe 3x40 junior (Grenade, 2007)
- 2e place aux championnats d'Europe 10 m junior (Göteborg, 2003)
- 2e place aux championnats d'Europe 60 balles couché junior (Grenade, 2007)
- 3e place aux championnats d'Europe 10 m (Brescia, 2011)
- 3e place aux championnats d'Europe 10 m junior (Moscou, 2011)